# Moto 360 (第一代)
Moto 360是一款由摩托罗拉移动发布的基于Android Wear平台的智能手表 。

## 硬件及设计
Moto 360是Android Wear项目中第一款公布采用圆形设计的手表，尺寸为直径46mm，厚度11.5mm。表框为不锈钢材质，背面为塑料材料。屏幕采用1.56 英寸的320 x 290像素分辨率LCD面板， 像素密度205，表面有一块康宁大猩猩玻璃覆盖防护。Moto 360的显示屏并非完整的圆形，底部空缺有30像素弧面空间被塑料覆盖，为手表的传感区域。拥有一个实体控制键，位于手表的边缘，可开关手表。
Moto 360配置TI OMAP 3 处理器，拥有4GB存储空间和512MB RAM。内置计步器、光学心率监测器和环境光线感应器等传感器，以及震动马达和双麦克风。支持IP67防水标准。支持蓝牙 4.0。支持Qi无线充电标准。
Moto 360的表带可更换，可选择皮革表带和金属表带。

## 功能
Moto 360运行Android Wear系统，集成了Google Now语音功能，用户说出“Ok Google”便可以查询天气、运动分数、航班信息等，上下滑动即可滚动浏览Google Now式的卡片。通过蓝牙与Android智能手机相连。支持健康和运动检测功能。

## 发布
2014年3月，摩托罗拉在其官网上公布了智能手表Moto 360，并用图片展示了Moto 360的一些特性。Moto 360真机首次亮相于2014年Google I/O大会。Moto 360在2014年9月5日首先在美国市场正式发售。首批Moto 360在发售当天即告售罄。

## 外部連結
- Moto 360官方网站（页面存档备份，存于）（英文）